# Comuna Boghești, Vrancea
Boghești este o comună în județul Vrancea, Moldova, România, formată din satele Bichești, Boghești (reședința), Bogheștii de Sus, Chițcani, Iugani, Plăcințeni, Pleșești, Prisecani și Tăbucești.

## Așezare
Comuna Boghești este situată în extremitatea nord-estică a județului Vrancea, la limita cu județele Bacău, Vaslui și Galați, în colinele Tutovei. Prin partea de est a comunei curge râul Zeletin, iar prin cea de vest curge râul Pereschiv, acesta din urmă fiind un afluent al Bârladului. Este străbătută de șoseaua județeană DJ241, care o leagă spre sud de Tănăsoaia și mai departe în județul Galați de Gohor (unde se termină în DN24); și spre nord în județul Bacău de Podu Turcului (unde se intersectează cu DN11A), Glăvănești, Motoșeni, Răchitoasa, Colonești și Izvoru Berheciului. Din acest drum, la Plăcințeni se ramifică șoseaua județeană DJ241F, care duce spre sud-est în județul Galați la Priponești (unde se termină tot în DN24).

## Demografie
Componența etnică a comunei Boghești
     Români (84,02%)
     Romi (3,16%)
     Alte etnii (0,32%)
     Necunoscută (12,5%)
Componența confesională a comunei Boghești
     Ortodocși (84,1%)
     Alte religii (0,32%)
     Necunoscută (15,59%)
Conform recensământului efectuat în 2021, populația comunei Boghești se ridică la 1.264 de locuitori, în scădere față de recensământul anterior din 2011, când fuseseră înregistrați 1.680 de locuitori. Majoritatea locuitorilor sunt români (84,02%), cu o minoritate de romi (3,16%), iar pentru 12,5% nu se cunoaște apartenența etnică. Din punct de vedere confesional, majoritatea locuitorilor sunt ortodocși (84,1%), iar pentru 15,59% nu se cunoaște apartenența confesională.

## Istorie
În cronica liuzilor din 1803 sunt consemnate satele Prisecani și Boghești de Jos ca fiind răzășești, Tăbăcești, sat mixt, răzășesc și clăcăcesc și Pleșești sat clăcăcesc.
În Cartografia Moldovei de la 1831 și în Cronica proprietarilor din Moldova din 1833 se arată că Prisecanii erau sat răzășesc. Din aceleași documente rezultă că Tăbăcești era sat răzășesc și clăcăcesc. Cartografia din 1831 atestă Bicheștii și Bogheștii de Jos ca sate răzășești.
La sfârșitul secolului al XIX-lea, comuna făcea parte din plaiul Zeletin al județului Tecuci și era formată din satele Bogheștii de Jos, Bogheștii de Sus, Bichești și Chițcani, cu o populație totală de 1324 de locuitori. În comună funcționau două biserici, la Bogheștii de Jos și Bichești, două mori de apă, și o școală înființată în 1866, la care învățau 55 de elevi (dintre care 2 fete). Satul Plăcințeni, din vestul comunei, făcea la acea vreme parte din comuna Giurgioana și avea 72 de locuitori. La acea vreme, pe teritoriul actual al comunei, funcționa, în plasa Pereschivu a județului Tutova, și comuna Prisacani, având în compunere satele Prisacani, Valea cu Apă, Jugani, Tăbăcești și Pleșești. Ea avea 375 de locuitori ce trăiau în 105 case și în ea funcționau o școală de băieți și două biserici.
Anuarul Socec din 1925 consemnează comuna Boghești cu aceeași componență, cu 1518 locuitori, în plasa Turcului din același județ Tecuci. Comuna Prisecani făcea parte din aceeași plasă Paraschiv a județului Tutova și avea în compunere satele Jugani, Prisecani, Tăbăcești, Pleșești și Valea cu Apă. În 1931, comunei Boghești i s-au alipit și satele comunei Giurgioana (desființată).
În 1950, comunele Prisecani și Boghești au fost transferate raionului Răchitoasa din regiunea Bârlad și apoi (după 1956) raionului Adjud din regiunea Bacău. La reforma administrativă din 1968, comunele au fost redesenate, nucleului inițial al comunei Boghești alipindu-i-se satele comunei Prisecani și satul Plăcințeni, ea căpătând alcătuirea actuală; comuna a fost transferată județului Vrancea; tot atunci, satele Bogheștii de Jos și Bogheștii de Sus au fost comasate și au format satul Boghești, iar satul Prisecani a înglobat și satul Valea cu Apă.

## Monumente istorice
Două obiective din comuna Boghești sunt incluse în lista monumentelor istorice din județul Vrancea ca monumente de interes local, ambele fiind clasificate ca situri arheologice. Situl din dealul Pietroasa, de la vest de satul Bichești, cuprinde urmele unei așezări eneolitice aparținând culturii Cucuteni. Situl de la Iugani, aflat la 3 km est de sat, pe malul pârâului Pereschiv, cuprinde o așezare și o necropolă din epoca migrațiilor (secolul al IV-lea e.n.), fiind atribuită culturii Cerneahov.

## Politică și administrație
Comuna Boghești este administrată de un primar și un consiliu local compus din 9 consilieri. Primarul, Ionuț-Daniel Spulber[*], de la Partidul Social Democrat, este în funcție din 1 noiembrie 2024. Începând cu alegerile locale din 2024, consiliul local are următoarea componență pe partide politice:
|  | Partid                    | Consilieri | Componența Consiliului | Componența Consiliului | Componența Consiliului | Componența Consiliului |
|  | ------------------------- | ---------- | ---------------------- | ---------------------- | ---------------------- | ---------------------- |
|  | Partidul Social Democrat  | 4          |                        |                        |                        |                        |
|  | Partidul Puterii Umaniste | 3          |                        |                        |                        |                        |
|  | Partidul Național Liberal | 2          |                        |                        |                        |                        |